# 政岡としや
政岡 としや（まさおか としや、本名：政岡 稔也、1947年1月1日 - ）は、日本の漫画家。大阪府大阪市出身。

## 来歴
1947年（昭和22年）大阪府大阪市に生まれる。1964年（昭和39年）、日の丸文庫から貸本漫画家としてデビュー。その後上京し、1966年に梅本さちおとともにちばてつやのアシスタントとなる。1969年（昭和44年）に「突撃だ将軍」で一般漫画誌にデビューした。
代表作の一つである「ダボシャツの天」は1977年（昭和52年）、ピラニア軍団によって川谷拓三主演で映画化された。近年ではゴルフに関する作品の執筆も多い。

## 作品
- 悪たれ
- 火の瞳
- 狂葬剣記
- 叛逆伝説（原作：宮田雪）
- 浪華裏道闇商売 どちょんぼ
- ダボシャツの天
  - 腕貸しの天（続編。原作：安部譲二）
- オッペケペーの音吉
- 夜叉神峠（原作：小池一夫）
- 捨て駒いち - 港警察特捜要員 （原作：北芝健）
- 闇の捜査係長 清二郎桜（原作：北芝健）
- 銀座警察（原作：北芝健）
- なみだ壺
- 狂刃の夏
- 暴力湾（原作：滝沢解）
- プロゴルファー爆弾馬
- 大阪府警刑事部捜査第一課
- 雲の行方（原作：坂田信弘）
- フッカー（原作：富田祐弘）
- いつかボビーのように
- 銀のゴルフ（原作・中原まこと）
- キャットディフェンス（原作：小池一夫）
- 石川遼のゴルフ上達日記（原案：石川遼）

## 弟子
- 菊池としを[2]